# Maria Bartkowski
Maria Bartkowski (* 25. Juni 1985) ist eine deutsche Florettfechterin und deutsche Meisterin.

## Leben
Mit dem Fechten begann Maria Bartkowski 1992 beim Fechtclub Göppingen. Inzwischen startet die Linkshänderin für den FC Tauberbischofsheim und wird von Lajos Somodi trainiert. Nach dem Abitur 2004 am Matthias-Grünewald-Gymnasium in Tauberbischofsheim absolvierte sie ein Jurastudium an der Julius-Maximilians-Universität Würzburg.

## Erfolge
Bartkowski wurde mit den Junioren sowohl Vizeeuropameisterin (2005 in Espinho) als auch Vizeweltmeisterin (2004 in Plowdiw). 2008 wurde sie Achte bei den U23-Europameisterschaften in Monza. 2009 nahm sie an den Europameisterschaften in Plowdiw teil und belegte den fünften Platz mit der Mannschaft sowie den 23. im Einzel.
Ihren größten internationalen Erfolg hatte sie 2009 bei der Mannschaftsweltmeisterschaft in Antalya. Im Gefecht um Platz drei gewann sie zusammen mit Carolin Golubytskyi, Anja Schache und Katja Wächter nach Zeitablauf 42-30 gegen Rumänien. Sie mussten sich damit nur den Mannschaften aus Italien und Russland geschlagen geben und gewannen die Bronzemedaille. Im Einzel wurde Bartkowski 63.
Mit dem FC Tauberbischofsheim wurde Bartkowski Deutsche Mannschaftsmeisterin 2007. 2009 wurde sie Dritte bei der Deutschen Einzelmeisterschaft. Von 2005 bis 2010 sowie in der Saison 2011/12 war sie im Bundeskader des Deutschen Fechter-Bundes.